# Bullapur, Hirekerur
Bullapur là một làng thuộc tehsil Hirekerur, huyện Haveri, bang Karnataka, Ấn Độ.